# Saint-Pierre-de-Varennes
Saint-Pierre-de-Varennes é uma comuna francesa na região administrativa de Borgonha-Franco-Condado, no departamento Saône-et-Loire. Estende-se por uma área de 23,06 km². Em 2010 a comuna tinha 866 habitantes (densidade: 37,6 hab./km²).